# Innobindus unicornis
Innobindus unicornis är en insektsart som beskrevs av Birgit Löcker 2007. Innobindus unicornis ingår i släktet Innobindus och familjen kilstritar. Inga underarter finns listade i Catalogue of Life.